# Liste der Bodendenkmale in Kaiserpfalz
In der Liste der Bodendenkmale in Kaiserpfalz sind alle Bodendenkmale der Gemeinde Kaiserpfalz und ihrer Ortsteile aufgelistet. Grundlage ist die Veröffentlichung der Landesdenkmalliste mit Stand vom 25. Februar 2016. Die Baudenkmale sind in der Liste der Kulturdenkmale in Kaiserpfalz aufgeführt.
| Denkmal-ID | Fundart             | Ortsteil     | Bezeichnung                               | Zeitstellung | Lage                                                                                     | Bemerkungen | Bild |
| ---------- | ------------------- | ------------ | ----------------------------------------- | ------------ | ---------------------------------------------------------------------------------------- | --- | ---- |
| 428300640  | besonderer Stein    | Bucha        | Bauern- oder Kaufstein                    | 1182         | westlich der Ortsmitte, direkt östlich neben der Kirche (Lage)                           | große Sandsteinplatte vor der Kirche aufgestellt, Länge rund 2,15 m, Breite rund 1,15 m, Höhe rund 10 cm                                          |      |
| 428300266  | Befestigung > Burg  | Allerstedt   | Burgwall                                  | Mittelalter  | südwestlicher Ortsrand (Lage)                                                            | großer, gut zu erkennender Burghügel, Zugang nur im Norden, bauliche Reste in Form eines Gewölbekellers erhalten, sehr dickes Bruchsteinmauerwerk |      |
| 428300350  | Grabmal > Grabhügel | Memleben     | Grabhügel                                 | Bronzezeit   | „Eichberg“ (Lage)                                                                        | |      |
| 428300251  | Grabmal > Grabhügel | Memleben     | Grabhügel „Schadenberg“, „Der rote Hügel“ | Neolithikum  | 1,2 km südöstlich vom Ort, auf bzw. am Schadenberg (Lage)                                | Grabhügel nach einer Ausgrabung rekonstruiert, 1. Gruppe 4 Gräber, 2. Gruppe 3 einzeln ca. 500 m nord-nordwestl.                                  |      |
| 428300252  | Befestigung > Burg  | Memleben     | Burgwall                                  | Mittelalter  | nordöstlich im Ort, Gelände der vermuteten Kaiserpfalz (Lage)                            | durch Klosteranlage überbaut, durch Gutsbetrieb modern verändert, Reste der ottonischen Kirche, Grundriss rekonstruiert nach Grabungsbefunden     |      |
| 428300250  | Grabmal > Grabhügel | Memleben     | drei Hügelgräber                          | Neolithikum  | 1,5 km östlich vom Ort, Pfortaer Forst (Lage)                                            | |      |
| 428300348  | Grabmal > Grabhügel | Memleben     | Grabhügel                                 | Neolithikum  | (Lage)                                                                                   | |      |
| ?          | Grabmal > Grabhügel | Wohlmirstedt | Grabhügel                                 |              | Gräberfeld von über 40 Grabhügel, 1,3 km südl. von Wohlmirstedt, über einige ha verteilt | (Lage) |      |